# Identidad (filosofía)
En filosofía, la identidad es la relación que toda entidad mantiene solo consigo misma,y no con su entorno, a diferencia de la alteridad.
La identidad propiamente se refiere a la identidad numérica, como distinta de la similitud exacta o identidad cualitativa. En cambio, la identidad numérica se da cuando no hay propiamente dos entidades, sino una sola que quizás lleva dos nombres. De acuerdo con el principio de identidad de los indiscernibles, dos entidades no pueden compartir todas sus cualidades y ser sin embargo numéricamente distintas.
Por ejemplo, en matemáticas, dos entidades son idénticas si y solo si en todos sus elementos se verifican lo mismo. En cambio, en los clubes, los miembros pueden cambiar y el club permanecer el mismo. Los criterios de identidad muchas veces son vagos y llevan a paradojas, como la paradoja sorites y la paradoja de Teseo.
La relación de identidad numérica es una relación de equivalencia, simétrica, reflexiva y transitiva. Sin embargo, a veces los filósofos han propuesto criterios de identidad que no respetan todas estas propiedades.